# Finnischer Fußballpokal 2002
Der Finnische Fußballpokal 2002 (finnisch Suomen Cup 2002) war die 48. Austragung des finnischen Pokalwettbewerbs. Er wurde vom finnischen Fußballverband ausgetragen. Das Finale fand am 9. November 2002 im Finnair Stadion von Helsinki statt.
Pokalsieger wurde Haka Valkeakoski. Das Team setzte sich im Finale gegen den FC Lahti durch und qualifizierte sich damit für den UEFA-Pokal. Titelverteidiger Atlantis FC nahm 2002 nach finanziellen Problemen nicht mehr teil.
Alle Begegnungen wurden in einem Spiel ausgetragen. Bei unentschiedenem Ausgang wurde das Spiel um zweimal 15 Minuten verlängert. Stand danach kein Sieger fest, folgte ein Elfmeterschießen.

## Teilnehmende Teams
Die Teilnahme war freiwillig. Insgesamt 294 Mannschaften hatten für den Pokalwettbewerb gemeldet. Dabei waren auch Juniorenmannschaften (U-20), Seniorenmannschaften (JKKI – Jalkapallon Kannossa Kaiken Ikää = Fußball für alle Altersgruppen) und zweite Mannschaften. Die Dritt- und Zweitligisten stiegen in der 4. Runde ein, die Erstligisten in der 5. und 6. Runde.
| Runde         | Zugänge | Sieger der letzten Runde | Spiele / Sieger |
| ------------- | ------- | ------------------------ | --------------- |
| 1. Runde      | 78      | –                        | 39              |
| 2. Runde      | 1570    | 39                       | 98              |
| 3. Runde      | –       | 98                       | 49              |
| 4. Runde      | 47      | 49                       | 48              |
| 5. Runde      | 08      | 48                       | 28              |
| 6. Runde      | 04      | 28                       | 16              |
| 7. Runde      | –       | 16                       | 08              |
| Viertelfinale | –       | 08                       | 04              |
| Halbfinale    | –       | 04                       | 02              |
| Finale        | –       | 02                       | 01              |
| Gesamt        | 2940    |                          | 2930            |

## 1. Runde
|                                 | Ergebnis                |                                    |
| ------------------------------- | ----------------------- | ---------------------------------- |
| Helsingin Erotuomarikerho       | 3:4                     | Jalkapalloseura Zyklon             |
| FC Dal Helsinki                 | 0:7                     | HJK Helsinki U-20                  |
| JJ Velttopotku                  | 0:2                     | Pajamäen Pallo-Veikot              |
| AC Helsinki                     | 4:1                     | SC Kuninkaat                       |
| Arsenal Helsinki                | 4:2 n. V.               | Helsingin Pallo-Pojat              |
| HDS Helsinki                    | 0:3                     | Malminkartanon PETO                |
| Mänttän Valo                    | 3:1                     | FC Pathoven                        |
| Otaniemen Jyllääjät             | 0:6                     | FC Näädät                          |
| Hausjärven Nappulat             | 1:4                     | Pupo FC Vantaa                     |
| Haukilahden Pallo U-20          | 0:2                     | Etelän-Espoon Pallo                |
| Keski-Uudenmaan Pallo           | 4:0                     | Ingå IF                            |
| Tikkurilan PS                   | 3:0                     | IF Sibbo-Vargarna                  |
| PK-50 Vantaa/JKKI-35            | 2:6                     | Korven Korvenpojat                 |
| Leppävaaran Pallo               | 0:1                     | Lohjan Pallo                       |
| Pitkäjärven Miesten PS EJ       | 1:3                     | Esbo BK                            |
| Jyrkkälän Tykit                 | 3:2 n. V.               | Uudenkaupungin Pallokerho          |
| Littoisten Työväen Urheilijat   | 0:1                     | Veijarit Turku                     |
| Turun Ponteva                   | 1:4                     | Turun Pallokerho U-20              |
| Toejoen Veikot                  | 1:2                     | Vanhankylän Alku                   |
| Kajaanin Palloilijat            | 4:1                     | Nakkilan Nasta                     |
| FC Järviseutu                   | 7:1                     | Jurva-70 Jalkapallo                |
| Kurikan Ryhti                   | 1:8                     | Norrvalla FF                       |
| Ilmajoen Kisailijat             | 4:0                     | FC Sport-39 Vaasa                  |
| IK Myran Nedervetil             | 2:3                     | Larsmo BK                          |
| Kalajoen Pallo                  | 1:3                     | Oulaisten Huima                    |
| Lamminpään Pallopeli Projekti   | 1:6                     | Valkeakosken Koskenpojat           |
| FC Kuiva Hämeenlinna            | 00:3 1                  | Koovee Jalkapallo                  |
| Kangasalan Voitto               | 1:7                     | Tervakosken Pato                   |
| Nekalan Pallo                   | 00:18                   | Ilves Tampere U-20                 |
| Lauritsalan Työväen Palloilijat | 2:0                     | Myllykosken Pallo -47 U-20         |
| Pertunmaan Ponnistajat-2        | 0:2                     | Kaipiaisten Kajastus               |
| Luumäen Pojat                   | 00:13                   | JK Rakuunat-2                      |
| Liljendal Idrottsklub           | 2:8                     | Uotilan Työväen Urheilijat/JKKI-35 |
| Siilinjärven Palloseura-2       | 0:1                     | SC Zulimanit                       |
| Juuan Palloseura                | 0:3                     | Lehmon Pallo-77                    |
| FC Vaajakoski                   | 1:1 n. V. (10:11 i. E.) | Äänekosken Huima                   |
| Haukiputaan Pallo               | 4:1                     | Rovaniemi United                   |
| Pattijoen Tempaus               | 00:18                   | Oulun Luistinseura U-20            |
| AS Moon                         | 00:10                   | Oulun Tarmo                        |

## 2. Runde
|                                 | Ergebnis              |                                    |
| ------------------------------- | --------------------- | ---------------------------------- |
| Suurmetsän Urheilijat           | 7:1                   | Pohjois-Haagan Urheilijat/Siperia  |
| FC Pakila-2                     | 1:2                   | Pohjois-Haagan Urheilijat/Simpsons |
| Trikiinit Helsinki              | 00:16                 | Lapuan Palloseura                  |
| FC Pakila                       | 1:3                   | Pohjois-Haagan Urheilijat-2        |
| HDS Helsinki                    | 1:3                   | Käpylän Pallo                      |
| Marmiksen Kuula                 | 4:0                   | Toukolan Teräs Avauspotku          |
| Lapuan Palloseura-2             | 1:1 n. V. (4:2 i. E.) | Helsingin Kukkaislapset            |
| Arsenal Helsinki                | 0:8                   | Pajamäen Pallo-Veikot              |
| Malminkartanon PETO             | 1:1 n. V. (5:6 i. E.) | HJK Helsinki U-20                  |
| Pohjois-Haagan Urheilijat       | 1:2                   | Puistolan Urheilijat               |
| FC Ogeli                        | 2:1                   | Roihuvuoren Urheilijat             |
| Jalkapalloseura Zyklon          | 1:4 n. V.             | PK-35 Helsinki U-20                |
| Helsingin Ajaks                 | 1:8                   | AC Helsinki                        |
| Zenith Myllypuro                | 1:2                   | IF Gnistan-2                       |
| Helsingfors IFK-2               | 10:00                 | Olarin Tarmo-77                    |
| Rekolan Pallo -93               | 1:7                   | FC Reipas U-20                     |
| Riipilän Raketti                | 4:3 n. V.             | Veikkolan Veikot-2                 |
| Pelimiehet Oulu                 | 1:0 n. V.             | Riihimäen Ilves                    |
| FC Näädät                       | 00:16                 | FC Kelohonka                       |
| FC Honka Espoo-2                | 0:1                   | Pupo FC Vantaa                     |
| Korven Korvenpojat              | 1:6                   | Tuusulan Palloseura                |
| FC Lohja                        | 0:5                   | Hangö IK                           |
| Etelän-Espoon Pallo             | 4:3                   | Korson Palloseura                  |
| Haukilahden Pallo               | 1:6                   | BK-46 Karis                        |
| Esbo BK                         | 1:3                   | Lohjan Pallo                       |
| Kasavuoren Urheilijat           | 02:11                 | PK-50 Vantaa                       |
| Orimattilan Pedot               | 1:2                   | Lehväslaihon Pojat                 |
| Haukilahden Pallo-2             | 3:3 n. V. (3:4 i. E.) | Vantaan Jalkapalloseura/JKKI-35    |
| FC Lohja/JKKI-35                | 0:7                   | FC Honka Espoo U-20                |
| Karjalohjan Urheilijat          | 1:2                   | SexyPöxyt                          |
| FC Kirkkonummi                  | 1:2                   | Nummelan Palloseura                |
| Tikkurilan PS                   | 1:5                   | Lahden City Stars                  |
| Keski-Uudenmaan Pallo           | 0:6                   | Keravan Pallo-75                   |
| Mänttän Valo                    | 1:4                   | FC Kuusysi U-20                    |
| Loimaan Pallo                   | 1:7                   | Grankulla IFK                      |
| Haukivuoren Pallo               | 0:4                   | SuxiBoxit Espoo                    |
| Turun Toverit                   | 5:5 n. V. (5:4 i. E.) | Kaarinan Pojat-2                   |
| Nations United Turku            | 1:2                   | Jyrkkälän Tykit                    |
| Raisio Futis                    | 2:1                   | Uudenkaupungin Pallokerho-2        |
| Piikkiön Palloseura             | 2:0                   | ÅIFK Turku                         |
| Veijarit Turku                  | 0:6                   | Inter Turku U-20                   |
| Turun Pallokerho U-20           | 2:1 n. V.             | Sporting Club Raisio               |
| Dynamo Turku                    | 0:2                   | Kyljalohjan Urheilijat             |
| FC Jazz Pori/JKKI-35            | 5:2                   | Musan Salama U-20                  |
| Kajaanin Palloilijat            | 3:2                   | FC Jazz Pori U-20                  |
| FC Eurajoki                     | 1:4                   | Eurajoen Pallo                     |
| Vanhankylän Alku                | 2:1                   | Kokemäen Kova-Väki                 |
| Tampere Unitedin Kannattajat    | 1:6                   | Ilmajoen Kisailijat                |
| Soinin Tiikerit                 | 0:4                   | FC Järviseutu                      |
| Tervalaakson Teräs              | 0:2                   | Alavuden Peli-Veikot               |
| Vähänkyron Viesti               | 0:5                   | Sunds IF                           |
| Ikaalisten Korpi-Kotkat         | 2:6                   | Norrvalla FF                       |
| Ylöjärven Pallo-2               | 4:2                   | Kokkolan Jymy                      |
| Lohtajan Veikot                 | 0:4                   | Kokkolan Palloveikot U-20          |
| Jakobstads Into                 | 2:1                   | Larsmo BK                          |
| Kokkolan PS                     | 1:1 n. V. (8:7 i. E.) | Ylöjärven Pallo                    |
| Kaustisen Pohjan-Veikot         | 2:4                   | Oulaisten Huima                    |
| FC Teivo                        | 0:5                   | Tervakosken Pato                   |
| Sorvankylän Pallo               | 2:3 n. V.             | Toijalan Pallo -49                 |
| Lammin Veto                     | 3:0                   | FC Car Sport Team                  |
| Pirkkalan JK                    | 1:2                   | Haka Valkeakoski U-20              |
| Polla Tampere-2                 | 1:4                   | Tampereen Kisa-Toverit             |
| Vammalan Palloseura             | 4:0                   | Sääksjärven Loiske                 |
| Valkeakosken Koskenpojat        | 8:1                   | FC Gepardi                         |
| Eerolan Hurjat                  | 3:1                   | Koovee Jalkapallo                  |
| PP-70 Tampere-2                 | 0:7                   | Ilves FS Tampere                   |
| Ilves Tampere U-20              | 1:2 n. V.             | Nokian Palloseura                  |
| Oriveden Daltonit               | 0:5                   | Jämsänkosken Ilves                 |
| Blue Eyes Jyväskylä             | 1:4                   | Konneveden Urheilijat              |
| Äänekosken Huima                | 4:0                   | Lohikosken Pallokerho              |
| Pihtiputaan Pallokerho          | 0:4                   | Palokan Riento                     |
| Mikkelin Palloilijat/JKKI-35    | 6:0                   | Kaipiaisten Kajastus               |
| FC Myllykosken Pallo -86        | 1:1 n. V. (0:3 i. E.) | Kausalan Yritys                    |
| Kotkan Futis                    | 12:10                 | Korian Ponsi                       |
| Ristiinan Pallo                 | 1:2 n. V.             | Kotkan Työväen Palloilijat         |
| Haminan Pallo-Kissat            | 2:1                   | Savonlinnan Työväen Palloseura     |
| Virolahden Sampo                | 0:6                   | Imatran Pallo-Salamat              |
| Hirvelän Hirvet                 | 0:3                   | Kotkan Työväen Palloilijat U-20    |
| Lauritsalan Työväen Palloilijat | 3:2                   | Uotilan Työväen Urheilijat         |
| Otavan Viesti                   | 7:0                   | Mäntyharjun Jäntevä                |
| Popiniemen Ponnistus            | 2:9                   | PEPO Lappeenranta                  |
| JK Rakuunat-2                   | 4:1                   | Valkealan Kajo                     |
| Hiirolan Haka                   | 3:0                   | Suonenjoen Pallo -52               |
| Manhattan Project Kuopio        | 6:0                   | Karttulan Tennisseura              |
| Lehmon Pallo-77                 | 4:1                   | Nilsiän Pallo-Haukat               |
| Juankosken Pyrkivä              | 0:3                   | Iisalmen Pallo-Veikot              |
| Kuopion PS U-20                 | 3:3 n. V. (2:4 i. E.) | Siilinjärven Palloseura            |
| SC Kuopio Futis-98              | 3:2 n. V.             | Joensuun Palloseura                |
| Ylämyllyn Yllätys               | 0:3                   | SC Zulimanit                       |
| Arpelan Palloseura              | 1:2                   | Tervarit Oulu-2                    |
| Oulun Luistinseura              | 1:1 n. V. (5:4 i. E.) | Oulun Jalkapalloklubi              |
| Kulman Pallo                    | 1:4                   | FC Dreeverit                       |
| Kemin Pallotoverit-85           | 0:3                   | FC Rio Grande                      |
| Kajaanin Peli-Pojat             | 1:2                   | Oulun Reipas                       |
| Oulun Tarmo                     | 2:1                   | FC Raahe                           |
| FC Kanuunat Kajaani             | 3:1                   | Tervarit Oulu                      |
| Haukiputaan Pallo               | 1:3                   | FC Kurenpojat                      |
| JS Hercules Oulu                | 5:0                   | Pasmajärven Palloilijat            |

## 3. Runde
|                                    | Ergebnis              |                                 |
| ---------------------------------- | --------------------- | ------------------------------- |
| PK-35 Helsinki                     | 5:2                   | Hangö IK                        |
| Lohjan Pallo                       | 1:3                   | SexyPöxyt Espoo                 |
| FC Reipas U-20                     | 3:2                   | Käpylän Pallo                   |
| Lapuan Palloseura-2                | 0:2                   | Puistolan Urheilijat            |
| FC Kuusysi U-20                    | 1:2                   | Keravan Pallo-75                |
| Pohjois-Haagan Urheilijat/Simpsons | 0:3                   | Pelimiehet Oulu                 |
| Lehväslaihon Pojat                 | 1:7                   | FC Kelohonka                    |
| Helsingfors IFK-2                  | 1:4                   | Nummelan Palloseura             |
| Riipilän Raketti                   | 1:6                   | Lapuan Palloseura               |
| Lahden City Stars                  | 2:4                   | Etelän-Espoon Pallo             |
| Pupo FC Vantaa                     | 1:2                   | HJK Helsinki U-20               |
| Suurmetsän Urheilijat              | 2:0                   | IF Gnistan-2                    |
| SuxiBoxit Espoo                    | 8:5                   | PK-50 Vantaa                    |
| FC Ogeli                           | 1:0                   | BK-46 Karis                     |
| Pohjois-Haagan Urheilijat-2        | 0:3                   | Tuusulan Palloseura             |
| Vantaan Jalkapalloseura/JKKI-35    | 0:3                   | Marmiksen Kuula                 |
| AC Helsinki                        | 01:19                 | Pajamäen Pallo-Veikot           |
| FC Honka Espoo U-20                | 0:1                   | Grankulla IFK                   |
| Jämsänkosken Ilves                 | 0:2                   | Haka Valkeakoski U-20           |
| Kyljalohjan Urheilijat             | 8:0                   | FC Jazz Pori/JKKI-35            |
| Lammin Veto                        | 1:2                   | Turun Toverit                   |
| Vammalan Palloseura                | 3:2                   | Eerolan Hurjat                  |
| Raisio Futis                       | 00:10                 | Inter Turku U-20                |
| Tervakosken Pato                   | 3:2 n. V.             | Eurajoen Pallo                  |
| Ilves FS Tampere                   | 4:1                   | Turun Pallokerho U-20           |
| Jyrkkälän Tykit                    | 1:2                   | Piikkiön Palloseura             |
| Kajaanin Palloilijat               | 1:3                   | Vanhankylän Alku                |
| Toijalan Pallo -49                 | 1:0                   | Nokian Palloseura               |
| Valkeakosken Koskenpojat           | 1:3                   | Tampereen Kisa-Toverit          |
| Alavuden Peli-Veikot               | 3:1                   | Norrvalla FF                    |
| Palokan Riento                     | 3:1                   | Ilmajoen Kisailijat             |
| Kokkolan PS                        | 1:5                   | Sunds IF                        |
| FC Järviseutu                      | 2:1 n. V.             | Ylöjärven Pallo-2               |
| Jakobstads Into                    | 0:1                   | Oulaisten Huima                 |
| Konneveden Urheilijat              | 0:5                   | Siilinjärven Palloseura         |
| Kausalan Yritys                    | 1:3                   | Kotkan Työväen Palloilijat U-20 |
| PEPO Lappeenranta                  | 2:1                   | Mikkelin Palloilijat/JKKI-35    |
| Äänekosken Huima                   | 4:4 n. V. (8:7 i. E.) | JK Rakuunat-2                   |
| Kotkan Työväen Palloilijat         | 2:4                   | Otavan Viesti                   |
| Kotkan Futis                       | 00:11                 | Imatran Pallo-Salamat           |
| Lauritsalan Työväen Palloilijat    | 3:2 n. V.             | Haminan Pallo-Kissat            |
| Oulun Reipas                       | 0:5                   | Kokkolan Palloveikot U-20       |
| Hiirolan Haka                      | 0:5                   | SC Kuopio Futis-98              |
| SC Zulimanit                       | 4:1                   | Manhattan Project Kuopio        |
| Iisalmen Pallo-Veikot              | 3:0                   | Lehmon Pallo-77                 |
| Tervarit Oulu-2                    | 4:1                   | Oulun Tarmo                     |
| Oulun Luistinseura                 | 8:1                   | FC Kanuunat Kajaani             |
| JS Hercules Oulu                   | 0:1                   | FC Dreeverit                    |
| FC Kurenpojat                      | 1:2                   | FC Rio Grande                   |

## 4. Runde
In dieser Runde stiegen 32 Drittligisten und 15 Zweitligisten ein.
|                                 | Ergebnis              |                         |
| ------------------------------- | --------------------- | ----------------------- |
| Hyvinkään Palloseura            | 0:1                   | IF Gnistan              |
| Grankulla IFK                   | 1:0                   | PK-35 Helsinki U-20     |
| Tuusulan Palloseura             | 1:6                   | Keravan Pallo-75        |
| FC Espoo                        | 0:4                   | PK-35 Helsinki          |
| Suurmetsän Urheilijat           | 1:3                   | FC Jokerit              |
| FC Futura                       | 2:5                   | FC Honka Espoo          |
| Pajamäen Pallo-Veikot           | 1:0                   | Etelän-Espoon Pallo     |
| SuxiBoxit Espoo                 | 0:2                   | Käpylän Pallo           |
| Lapuan Palloseura               | 2:0                   | Nummelan Palloseura     |
| FC Reipas U-20                  | 1:5                   | Malmin Ponnistajat      |
| Marmiksen Kuula                 | 0:5                   | Helsingfors IFK         |
| Pelimiehet Oulu                 | 2:3                   | HJK Helsinki U-20       |
| Ekenäs IF                       | 3:6                   | TP Lahti                |
| FC Kelohonka                    | 1:0 n. V.             | FC Ogeli                |
| SexyPöxyt Espoo                 | 0:2                   | AC Vantaa               |
| Puistolan Urheilijat            | 2:1                   | FC Viikingit            |
| Kaarinan Pojat                  | 1:2                   | FC Boda Dragsfjard      |
| Turun Pallokerho                | 1:5                   | Turku PS                |
| Toijalan Pallo -49              | 1:4                   | Pargas IF               |
| Piikkiön Palloseura             | 1:1 n. V. (5:4 i. E.) | Porin Palloilijat       |
| Forssan JK                      | 0:2                   | Naantalin VG-62         |
| Ilves FS Tampere                | 0:2                   | Tampereen Pallo-Veikot  |
| Musan Salama                    | 0:7                   | PP-70 Tampere           |
| Haka Valkeakoski U-20           | 3:2                   | Tampereen Kisa-Toverit  |
| Kyljalohjan Urheilijat          | 2:6                   | Turun Toverit           |
| Vanhankylän Alku                | 1:4                   | FC Rauma                |
| Vammalan Palloseura             | 1:4                   | Inter Turku U-20        |
| Tervakosken Pato                | 1:2                   | PS-44 Valkeakoski       |
| Siilinjärven Palloseura         | 0:2                   | Kanavan Pallohait       |
| Otavan Viesti                   | 1:2                   | Iisalmen Pallo-Veikot   |
| SC Zulimanit                    | 2:0                   | JJK Jyväskylä           |
| Imatran Pallo-Salamat           | 0:3                   | JK Rakuunat             |
| Äänekosken Huima                | 0:6                   | JIPPO Joensuu           |
| Kotkan Työväen Palloilijat U-20 | 0:8                   | FC KooTeePee            |
| Lauritsalan Työväen Palloilijat | 0:4                   | Kings SC Kuopio         |
| PEPO Lappeenranta               | 4:1                   | Savilahden Urheilijat   |
| SC Kuopio Futis-98              | 1:2                   | Pallo-Kerho 37          |
| Alavuden Peli-Veikot            | 4:1                   | FC Järviseutu           |
| BK Öja-73                       | 1:3                   | PV-J Kokkola            |
| Oulaisten Huima                 | 0:2                   | TP-Seinäjoki            |
| Jakobstads BK                   | 0:1                   | FC Korsholm             |
| Palokan Riento                  | 1:2 n. V.             | Sunds IF                |
| Karhu Kauhajoki                 | 0:1 n. V.             | Terjärv Ungdoms SK      |
| Tervarit Oulu-2                 | 3:2                   | Kajaanin Palloilijat    |
| FC Dreeverit                    | 0:5                   | Rovaniemi PS            |
| Kokkolan Palloveikot U-20       | 1:3 n. V.             | Tornion Pallo -47       |
| PS Kemi Kings                   | 0:2                   | Tervarit Oulu           |
| FC Rio Grande                   | 2:1                   | Oulun Luistinseura U-20 |

## 5. Runde
In dieser Runde stiegen acht Erstligisten ein.
|                        | Ergebnis              |                    |
| ---------------------- | --------------------- | ------------------ |
| FC Boda Dragsfjard     | 1:5                   | FC Jazz Pori       |
| Tampereen Pallo-Veikot | 0:4                   | Inter Turku        |
| Pajamäen Pallo-Veikot  | 3:5 n. V.             | IF Gnistan         |
| PK-35 Helsinki         | 0:1                   | Käpylän Pallo      |
| Haka Valkeakoski U-20  | 0:2                   | AC Vantaa          |
| FC Kelohonka           | 1:0                   | Pargas IF          |
| PP-70 Tampere          | 1:2                   | FC Hämeenlinna     |
| Piikkiön Palloseura    | 0:7                   | TP Lahti           |
| FC Honka Espoo         | 2:0                   | Helsingfors IFK    |
| Lapuan Palloseura      | 2:0                   | Grankulla IFK      |
| Naantalin VG-62        | 1:1 n. V. (5:3 i. E.) | FC Jokerit         |
| Puistolan Urheilijat   | 1:2                   | Malmin Ponnistajat |
| Turun Toverit          | 0:3                   | Turku PS           |
| PEPO Lappeenranta      | 4:0                   | PS-44 Valkeakoski  |
| JK Rakuunat            | 2:3                   | AC Allianssi       |
| Inter Turku U-20       | 0:1                   | FC Rauma           |
| FC KooTeePee           | 2:4 n. V.             | FC Lahti           |
| HJK Helsinki U-20      | 5:1                   | Keravan Pallo-75   |
| SC Zulimanit           | 0:4                   | Kuopion PS         |
| Tervarit Oulu-2        | 2:4 n. V.             | TP-Seinäjoki       |
| PV-J Kokkola           | 0:1 n. V.             | Vaasan PS          |
| Alavuden Peli-Veikot   | 0:4                   | JIPPO Joensuu      |
| Iisalmen Pallo-Veikot  | 0:2                   | FF Jaro            |
| Rovaniemi PS           | 4:2                   | FC Korsholm        |
| Pallo-Kerho 37         | 0:4                   | Tornion Pallo -47  |
| FC Rio Grande          | 0:7                   | Tervarit Oulu      |
| Sunds IF               | 1:9                   | Kings SC Kuopio    |
| Kanavan Pallohait      | 1:0                   | Terjärv Ungdoms SK |

## 6. Runde
In dieser Runde stiegen mit HJK, Haka, MyPa -47 und TamU weitere vier Erstligisten ein.
|                       | Ergebnis              |                   |
| --------------------- | --------------------- | ----------------- |
| FC Kelohonka          | 0:4                   | AC Allianssi      |
| Myllykosken Pallo -47 | 2:0                   | Kuopion PS        |
| Kings SC Kuopio       | 1:2                   | IF Gnistan        |
| Malmin Ponnistajat    | 2:5                   | FF Jaro           |
| Tervarit Oulu         | 0:1                   | Inter Turku       |
| HJK Helsinki U-20     | 2:1                   | TP Lahti          |
| PEPO Lappeenranta     | 0:5                   | Haka Valkeakoski  |
| Kanavan Pallohait     | 1:8                   | FC Lahti          |
| JIPPO Joensuu         | 0:1                   | Tornion Pallo -47 |
| FC Hämeenlinna        | 1:1 n. V. (3:1 i. E.) | HJK Helsinki      |
| Turku PS              | 0:3                   | Tampere United    |
| Naantalin VG-62       | 2:1                   | Vaasan PS         |
| FC Rauma              | 0:6                   | FC Honka Espoo    |
| Lapuan Palloseura     | 0:3                   | AC Vantaa         |
| TP-Seinäjoki          | 2:0                   | FC Jazz Pori      |
| Käpylän Pallo         | 0:2                   | Rovaniemi PS      |

## 7. Runde
|                       | Ergebnis |                   |
| --------------------- | -------- | ----------------- |
| HJK Helsinki          | 1:0      | Tampere United    |
| FF Jaro               | 2:1      | FC Honka Espoo    |
| AC Vantaa             | 0:2      | Rovaniemi PS      |
| FC Lahti              | 3:0      | TP-Seinäjoki      |
| Haka Valkeakoski      | 2:1      | Inter Turku       |
| AC Allianssi          | 3:1      | Tornion Pallo -47 |
| Myllykosken Pallo -47 | 2:0      | Naantalin VG-62   |
| IF Gnistan            | 1:0      | FC Hämeenlinna    |

## Viertelfinale
|                       | Ergebnis              |              |
| --------------------- | --------------------- | ------------ |
| Myllykosken Pallo -47 | 2:2 n. V. (7:8 i. E.) | AC Allianssi |
| IF Gnistan            | 2:3 n. V.             | FC Lahti     |
| Haka Valkeakoski      | 5:0                   | Rovaniemi PS |
| HJK Helsinki U-20     | 1:3                   | FF Jaro      |

## Halbfinale
|                  | Ergebnis              |              |
| ---------------- | --------------------- | ------------ |
| FC Lahti         | 2:2 n. V. (3:1 i. E.) | AC Allianssi |
| Haka Valkeakoski | 3:1                   | FF Jaro      |

## Finale
| Paarung          | Haka Valkeakoski – FC Lahti |
| Ergebnis         | 4:1 (1:0) um 17:00 Uhr (16:00 Uhr MEZ) |
| Datum            | 9. November 2002 |
| Stadion          | Finnair Stadion, Helsinki |
| Zuschauer        | 2.984 |
| Schiedsrichter   | Petteri Kari |
| Tore             | 1:0 Juha Pasoja (45., Elfmeter) 1:1 Jarkko Koskinen (67., Elfmeter) 2:1 Tommi Torkkeli (69.) 3:1 Sami Ristilä (75.) 4:1 Harri Ylönen (83.) |
| Haka Valkeakoski | Eingesetzte Spieler: Panu Toivonen – Lasse Karjalainen, Jukka Koskinen, Juha Pasoja, Harri Ylönen, Mikko Innanen, Iiro Aalto, Ville Väisänen, Sami Ristilä, Jukka Ruhanen, Mikko Vilmunen, Juha Paulamäki, Valeri Popovits, Jukka Rantala, Tommi Torkkeli, Tommi Halonen, David Wilson, Jaakko Pasanen, Jarkko Okkonen, Juuso Kangaskorpi, Tarmo Koivuranta, Jarkko Riihimäki, Markus Koljander, Aki Iso-Pietilä, Sergei Terehhov, Mihail Slawuta |